# (1065) Amundsenia
(1065) Amundsenia ist ein Asteroid des Hauptgürtels, der am 4. August 1926 vom russischen Astronomen Sergei Iwanowitsch Beljawski am Krim-Observatorium in Simejis entdeckt wurde.
Benannt ist der Asteroid nach dem norwegischen Polarforscher und Entdecker Roald Amundsen.